# Leon Adamowski
Leon Adamowski (ur. 28 czerwca 1911 w Brześciu Litewskim, zm. 15 października 1983 w Warszawie) – polski lekarz, poseł na Sejm Ustawodawczy (1947–1952) i na Sejm PRL I kadencji.

## Życiorys

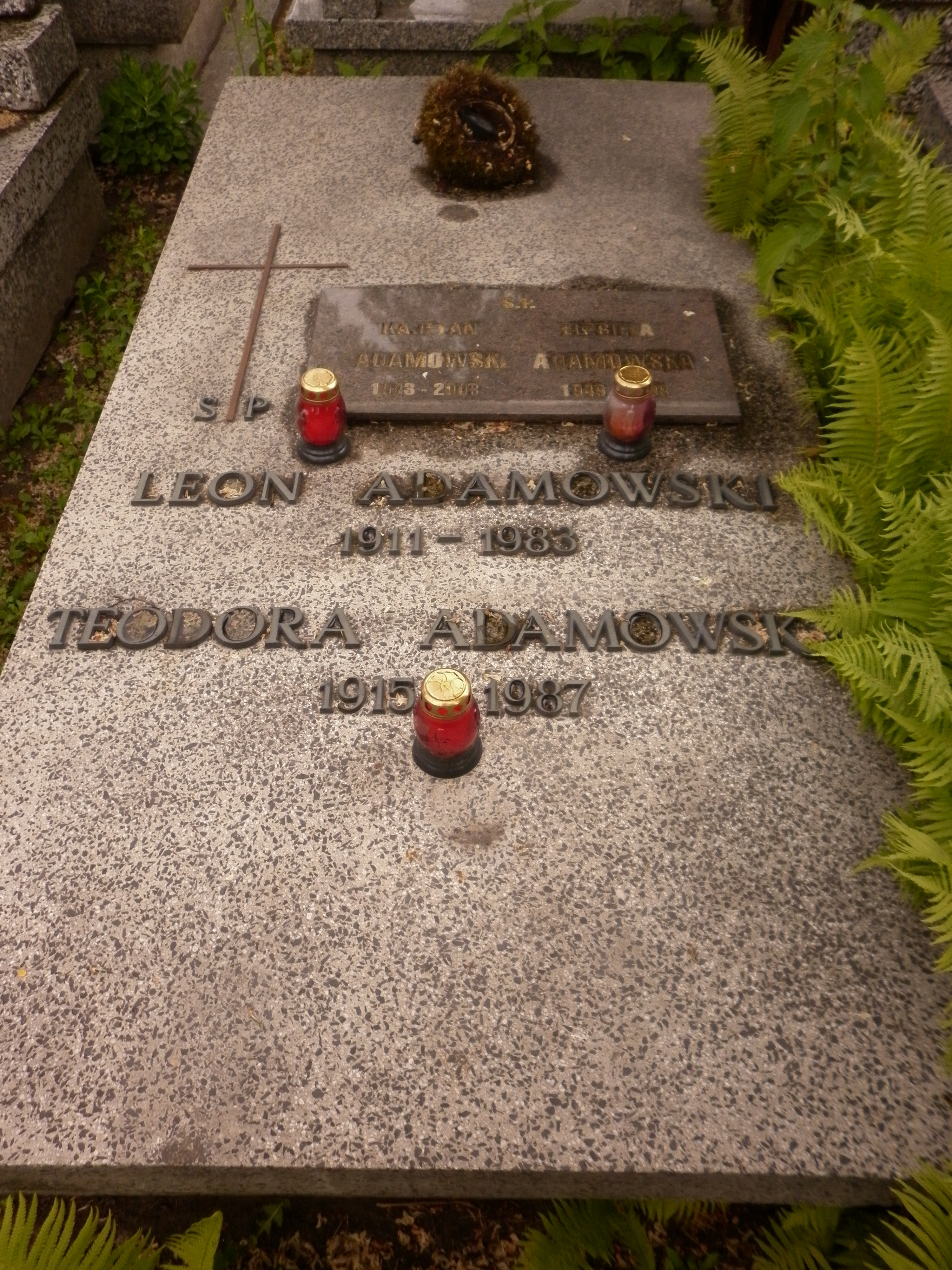
Grób Leona Adamowskiego na Powązkach

Urodził się w rodzinie Bolesława i Sabiny Adamowskich. W 1932 ukończył Gimnazjum im. Króla Zygmunta Augusta w Białymstoku, po czym podjął pracę w Funduszu Pracy oraz Białostockim Urzędzie Wojewódzkim. Po ukończeniu kursu instruktorów ratownictwa sanitarnego w 1937 został zatrudniony w Polskim Czerwonym Krzyżu w Suwałkach. W latach 1938–1939 studiował medycynę na Uniwersytecie Stefana Batorego w Wilnie (wcześniej również prawo na Uniwersytecie Warszawskim). Podczas niemieckiej okupacji Suwalszczyzny zatrudniony jako pielęgniarz i asystent rentgenowy. W 1944 mianowany powiatowym kontrolerem sanitarnym. Rok później został wyznaczony na przewodniczącego Prezydium Powiatowej Rady Narodowej w Suwałkach (do sierpnia 1946). Od 1945 był członkiem Stronnictwa Demokratycznego (SD). W grudniu 1945 stanął na czele tymczasowych struktur SD w powiecie. W latach 1946–1949 był dyrektorem Białostockiej Ekspozytury Izby Przemysłowo-Handlowej oraz radnym Wojewódzkiej Rady Narodowej. W 1949 przeniesiony do pracy partyjnej na Dolny Śląsk. Działał w SD (był przez długi okres członkiem Rady Naczelnej oraz CK).
W 1947 po raz pierwszy uzyskał mandat posła na Sejm z okręgu Ełk. Zasiadał w Komisjach Spółdzielczości, Aprowizacji i Handlu (jako sekretarz), Planu Gospodarczego, Przemysłowej i Zdrowia. W 1952 zasiadł ponownie w ławach poselskich (z okręgu Warszawa), pracował w Komisjach Budżetowej oraz Pracy i Zdrowia (jako wiceprzewodniczący).
W 1953 został dyrektorem administracyjnym Instytutu Matki i Dziecka w Warszawie (do 1960). W latach 1961–1965 sprawował mandat członka Rady Narodowej m.st. Warszawy. W latach 80. był wiceprzewodniczącym Rady Naczelnej Polskiego Komitetu Pomocy Społecznej.
Żonaty z Teodorą Adamowską, również działaczką SD.
Pochowany na cmentarzu Wojskowym na Powązkach (kwatera D37-4-19).

## Ordery i odznaczenia
- Order Sztandaru Pracy II klasy
- Krzyż Komandorski Orderu Odrodzenia Polski
- Krzyż Oficerski Orderu Odrodzenia Polski
- Krzyż Kawalerski Orderu Odrodzenia Polski
- Złoty Krzyż Zasługi (15 listopada 1946)[6]
- Srebrny Krzyż Zasługi (8 maja 1946)[7]
- Odznaka „Zasłużonemu Działaczowi Stronnictwa Demokratycznego”[8]